# Henriette Gudin
Henriette Herminie Louis Gudin París, (17 de mayo de 1825) – (París, 14 de julio de 1876), fue una pintora francesa especializada en marinas.

## Biografía
Henriette era hija del pintor Théodore Gudin, del que recibió una fuerte influencia. A pesar de haberse casado en 1850, sigue firmando sus obras con el apellido de soltera hasta 1864, año en que comienza a usar el de casada firmando Faucher,
En un estilo academicista y siguiendo los pasos de su padre, se dedicó a pintar paisajes marinos y costeros de serena composición y la preferencia de usar luz difusa.